# Національний музей Тараса Шевченка
Націона́льний музе́й Тара́са Шевче́нка в Києві створено на базі колишньої Галереї картин Тараса Шевченка в Харкові та Центрального державного музею Тараса Шевченка в Києві у 1949 році.
Розташований на бульварі Тараса Шевченка, 12.

## Історія створення
У 1933 році на базі літературного музею, що діяв при Інституті Тараса Шевченка в Харкові, засновано Галерею картин Т. Г. Шевченка, яка почала діяти з 1934 року. З Інституту Тараса Шевченка передано до Галереї 107 оригінальних мистецьких творів художника.
У 1939 до 125-річчя з дня народження в Києві в будинку АН УРСР було організовано Республіканську ювілейну Шевченківську виставку, на якій, крім експонатів Галереї картин було представлено інші матеріали з архівів і музеїв Києва, Харкова, Москви, Ленінграда, Саратова, Львова, Баку.
У 1940 Рада Народних Комісарів УРСР постановила організувати в Києві на базі Республіканської ювілейної Шевченківської виставки Центральний державний музей Т. Г. Шевченка, зосередивши тут всі оригінальні матеріали, пов'язані з життям і творчістю Т. Г. Шевченка. Згідно з постановою всі матеріали з виставки, представлені різними музеями і установами, були закріплені за музеєм, експозицію якого було відкрито у квітні 1941 року в приміщенні Маріїнського палацу. Зібрано було близько 10 000 експонатів.
Діяльність музею була припинена з початком війни. Лише найцінніші експонати пощастило перед німецькою окупацією евакуювати до Новосибірська (повернули в Україну в 1944).
24 квітня 1949 була відкрита нова експозиція у виділеному урядом приміщенні по бульвару Шевченка, 12.

## Колекція

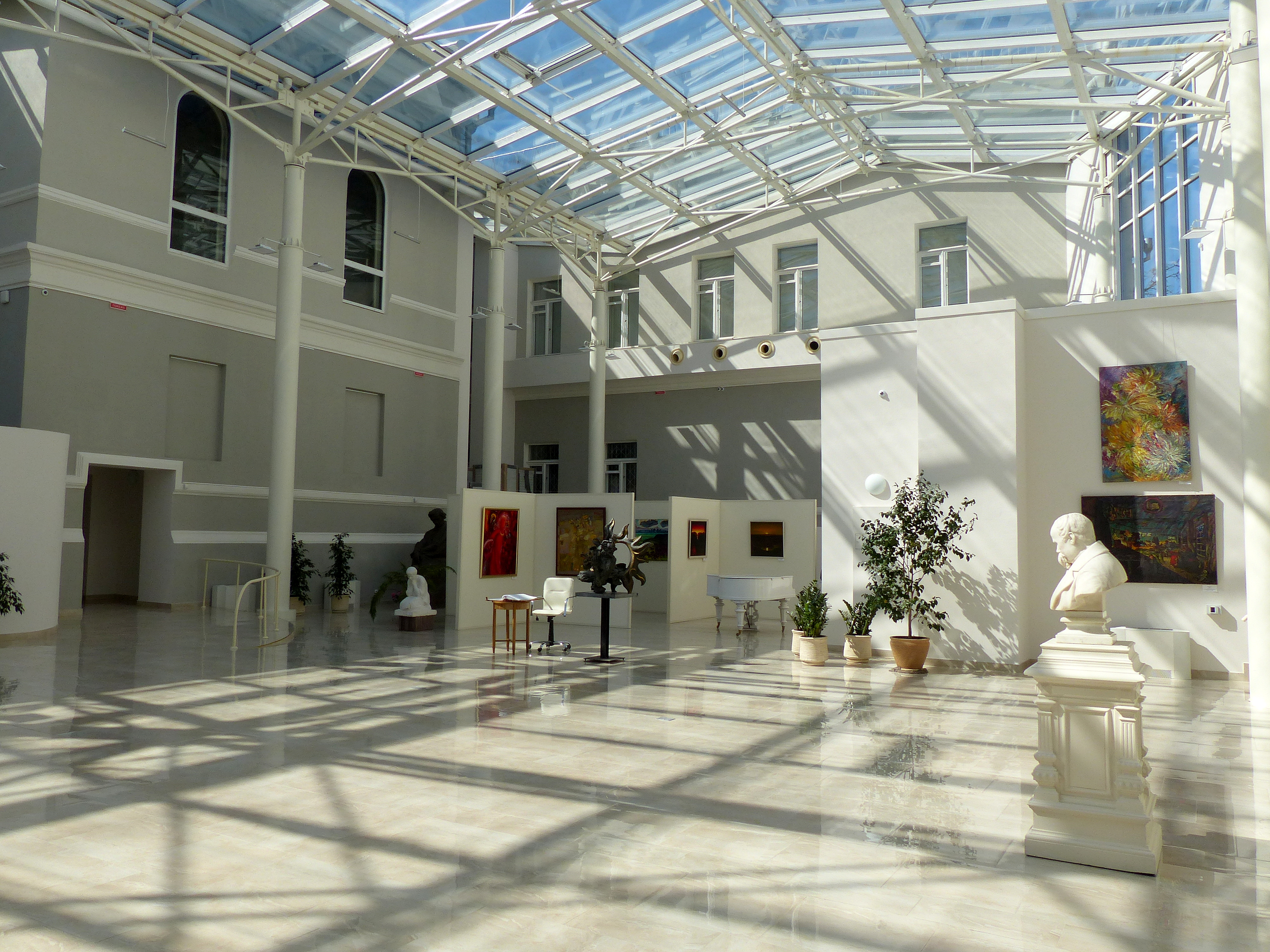
Інтер'єр музею

Колекція музею складається з унікальних цінностей: оригіналів малярських робіт Шевченка, документів про його життя та творчість, рукописних списків його поезій, рідкісних фотографій поета та його друзів, першодруків творів Шевченка з його автографами, майже всіх видань творів поета й літератури про нього, починаючи з прижиттєвих і закінчуючи сучасними вітчизняними та закордонним виданнями. У 24 залах розміщено понад 4 тисячі експонатів.
|                                                                          |  |  |
| Ювілейна монета НБУ присвячена 60—річчю Національного музею Т.Г.Шевченка |  |  |

В експозиційних залах представлені твори видатних художників, скульпторів, письменників і композиторів, в яких зображено епоху Шевченка, його життя і діяльність: художні твори Карла Брюллова, Іллі Рєпіна, Василя Тропініна, Івана Крамського, Василя Штернберга, Івана Соколова, Михайла Башилова, Костянтина Трутовського, Лева Жемчужникова, Івана Сошенка, Михайла Микешина, Сергія Васильківського, Миколи Самокиша, Опанаса Сластіона, Фотія Красицького, Івана Їжакевича, Василя Касіяна, Михайла Дерегуса, Карпа Трохименка, Михайла Хмелька, Бориса Смирнова та інших; твори скульпторів Федора Каменського, Петра Клодта, Володимира Беклемішева, Федіра Балавенського, Івана
Кавалерідзе, Михайла Лисенка, Івана Макогона, Петра Мовчуна, Валентина Зноби та інших.
В кількох залах експоновано матеріали, що свідчать про світове значення творчості Шевченка, переклади його творів багатьма мовами закордонних країн.
Станом на липень 2002 року в колекції музею зберігалося 28 007 експонатів основного фонду (живопис, графіка, декоративне мистецтво, скульптура, архів, друковані матеріали, книги, фото, меморіальні речі); допоміжного фонду — 44 662. Загальна кількість — 72 669.

## ШІ Аватар Тараса Шевченка і Цифрові Ініціативи
У березні 2024 року, з нагоди відзначення 210-ї річниці з дня народження Тараса Шевченка, Національний музей Тараса Шевченка спільно з компанією RAVATAR та за підтримки Центру Василя Стуса (Stus.center) представили перший у світі ШІ Аватар Шевченка. Ця цифрова реінкарнація Кобзаря, створена на основі технологій штучного інтелекту, стала справжнім проривом у сфері збереження культурної спадщини та популяризації літературної спадщини Шевченка. 
Аватар розуміє людську мову та може вести бесіду в текстовому, голосовому або відео форматах через месенджер Telegram, опираючись на інтегровану базу знань про життя і творчість Шевченка, історію України, її національну ідею та культурну самобутність. Це відкриває нові можливості для освіти та залучення ширшої аудиторії до вивчення спадщини великого Кобзаря.
Для забезпечення більшої доступності та інтерактивності, ШІ Аватар Шевченка також має свою сторінку в Instagram, де користувачі можуть слідкувати за оновленнями проєкту та відкривати для себе цікаві факти з життя та творчості Кобзаря.

## Філії Національного Музею Тараса Шевченка

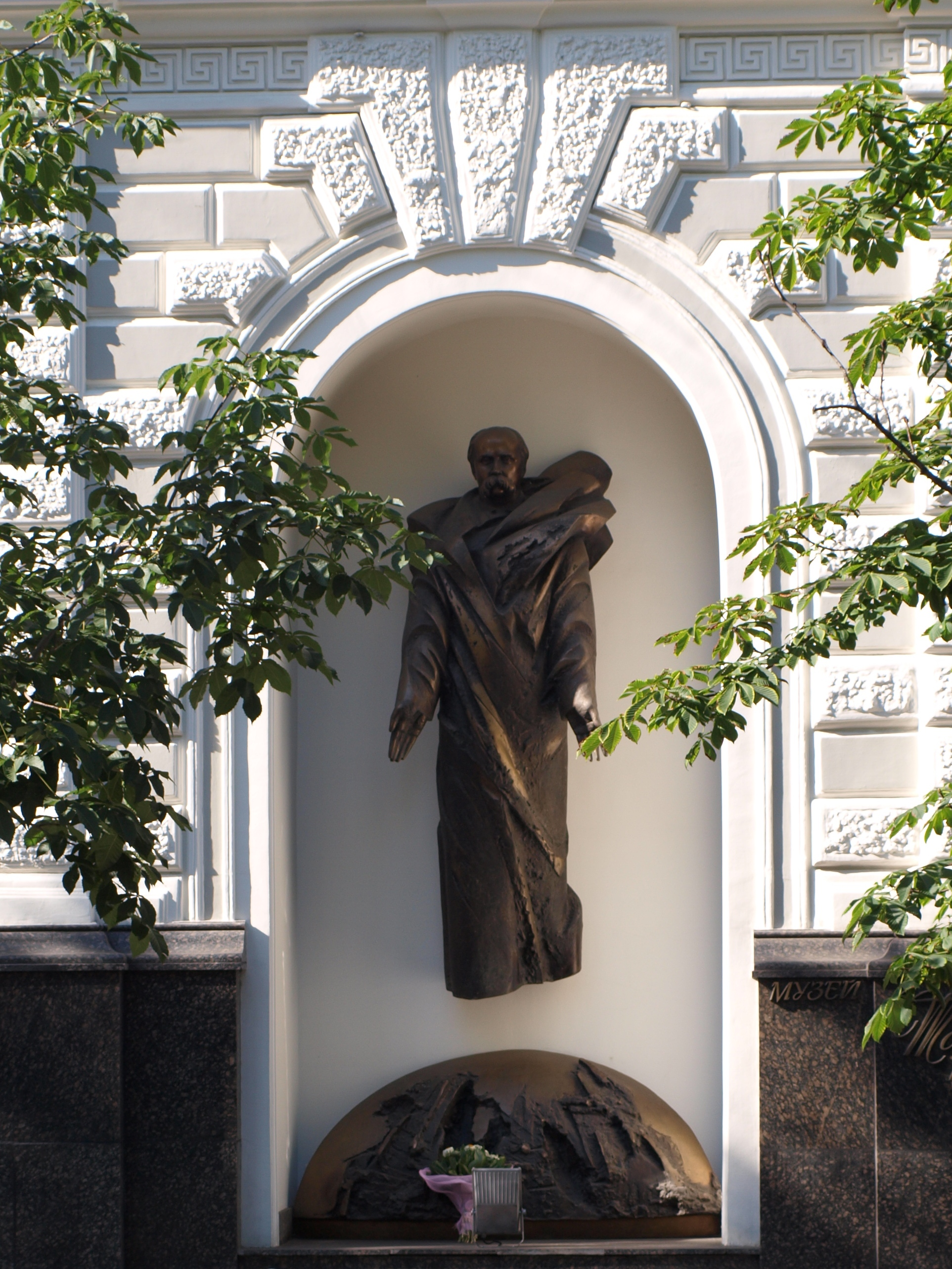
Пам'ятник Тарасу Шевченку "Прометей" у ніші фасаду музею. Автор скульптури Євген Прокопов.

- Літературно-меморіальний будинок-музей Тараса Шевченка.

- Меморіальний будинок-музей Т. Г. Шевченка — вул. Вишгородська, 5.

## Галерея

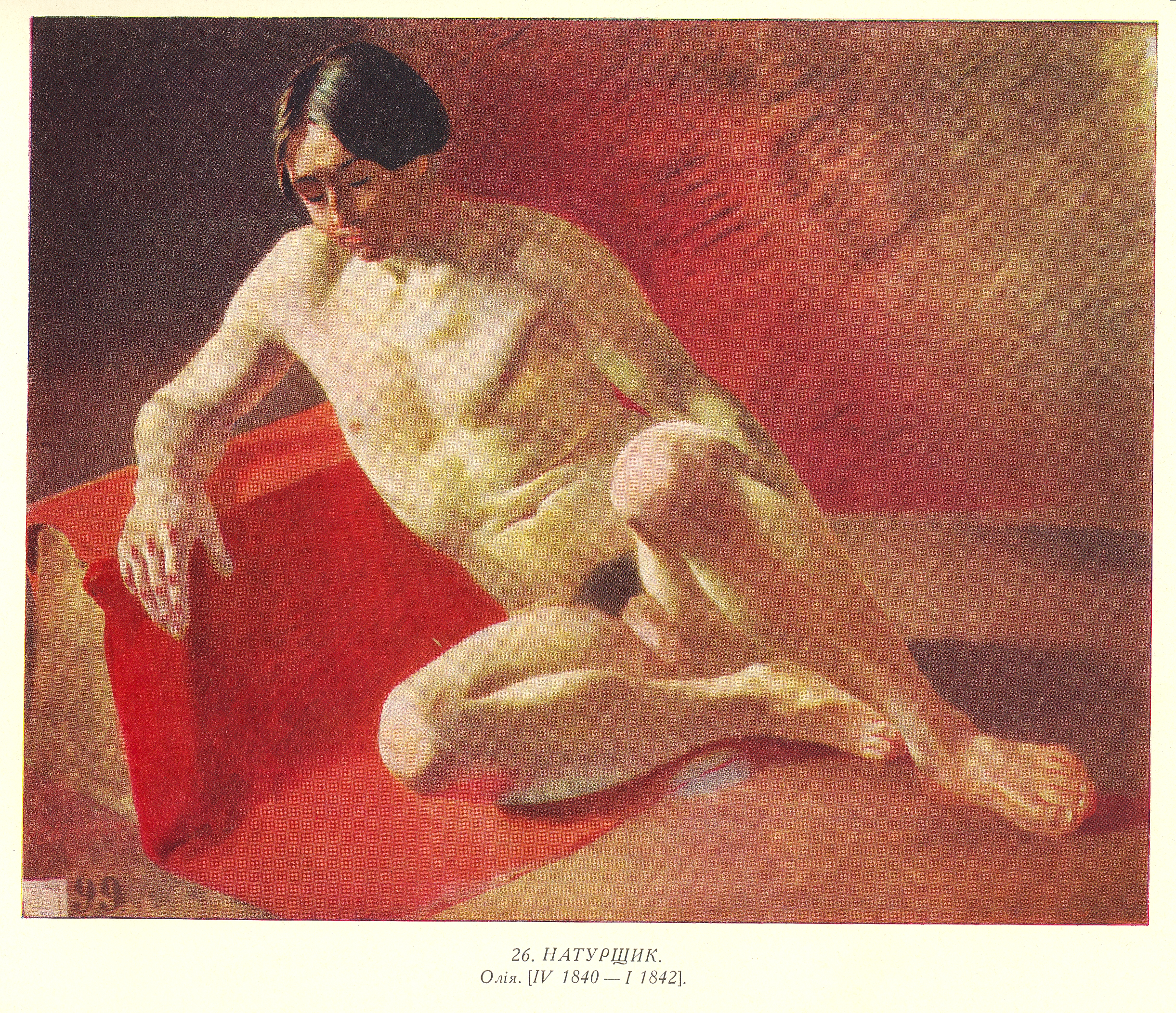
Тарас Шевченко, Натурщик
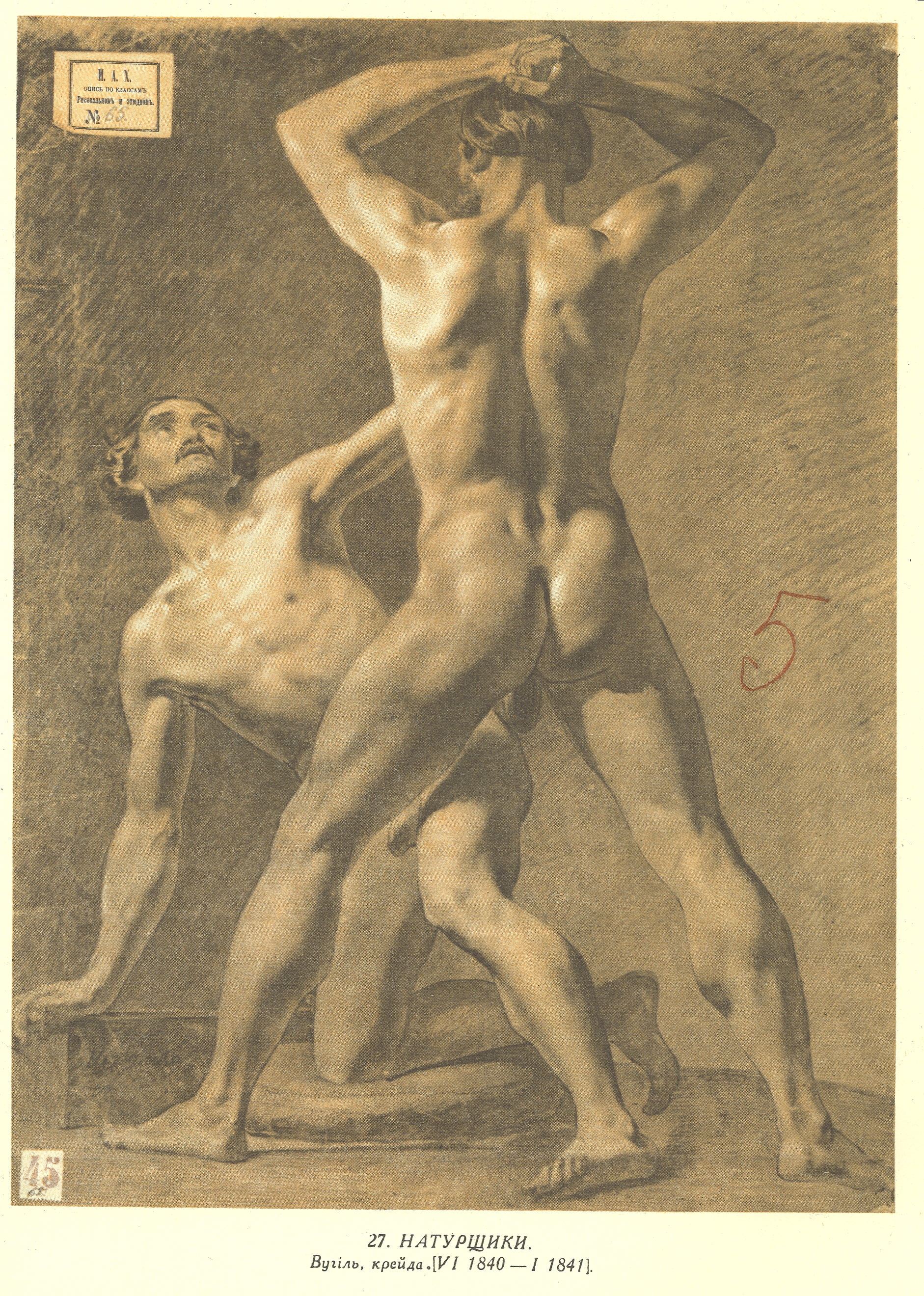
Тарас Шевченко, Натурщики
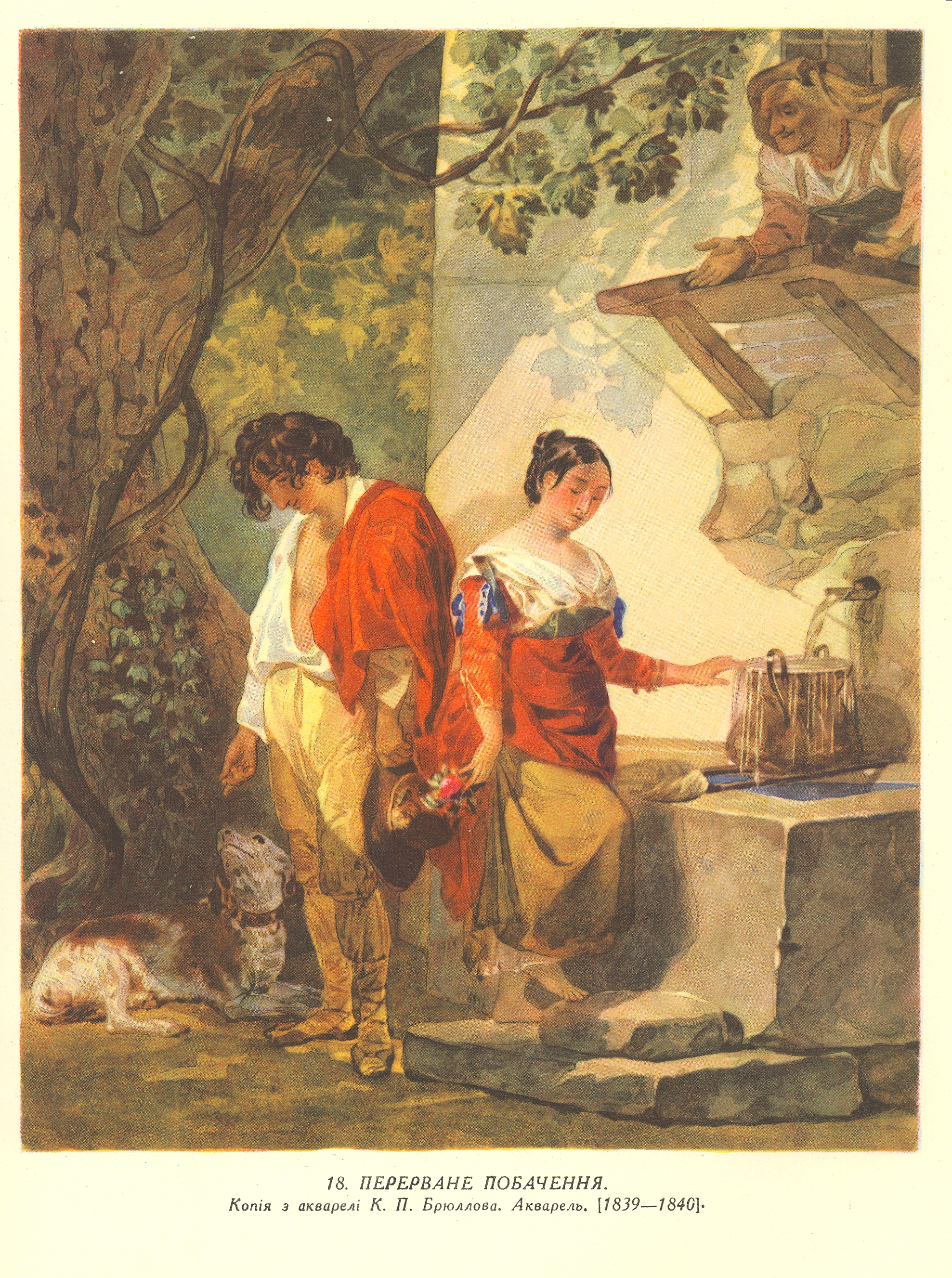
Тарас Шевченко, Перерване побачення
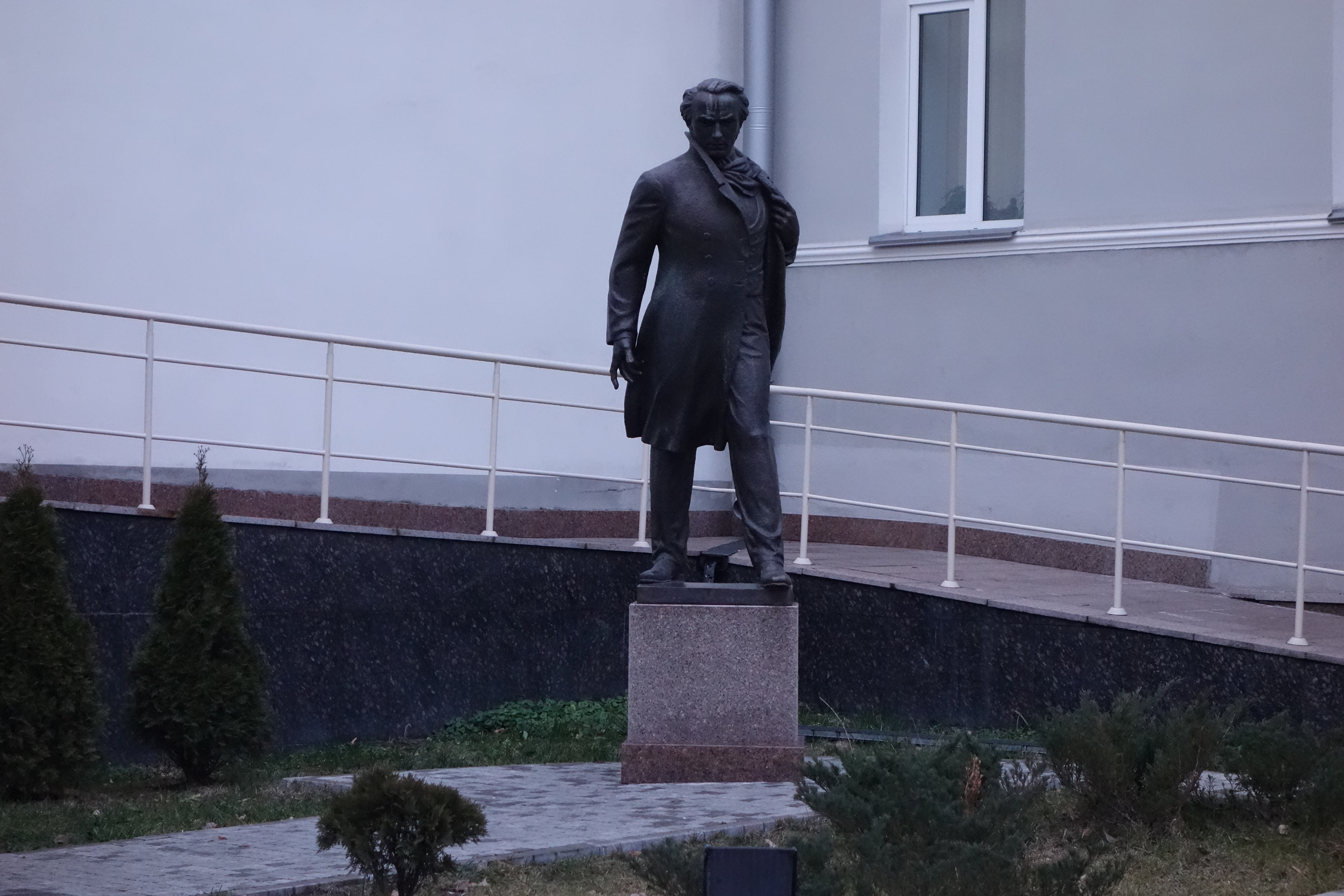
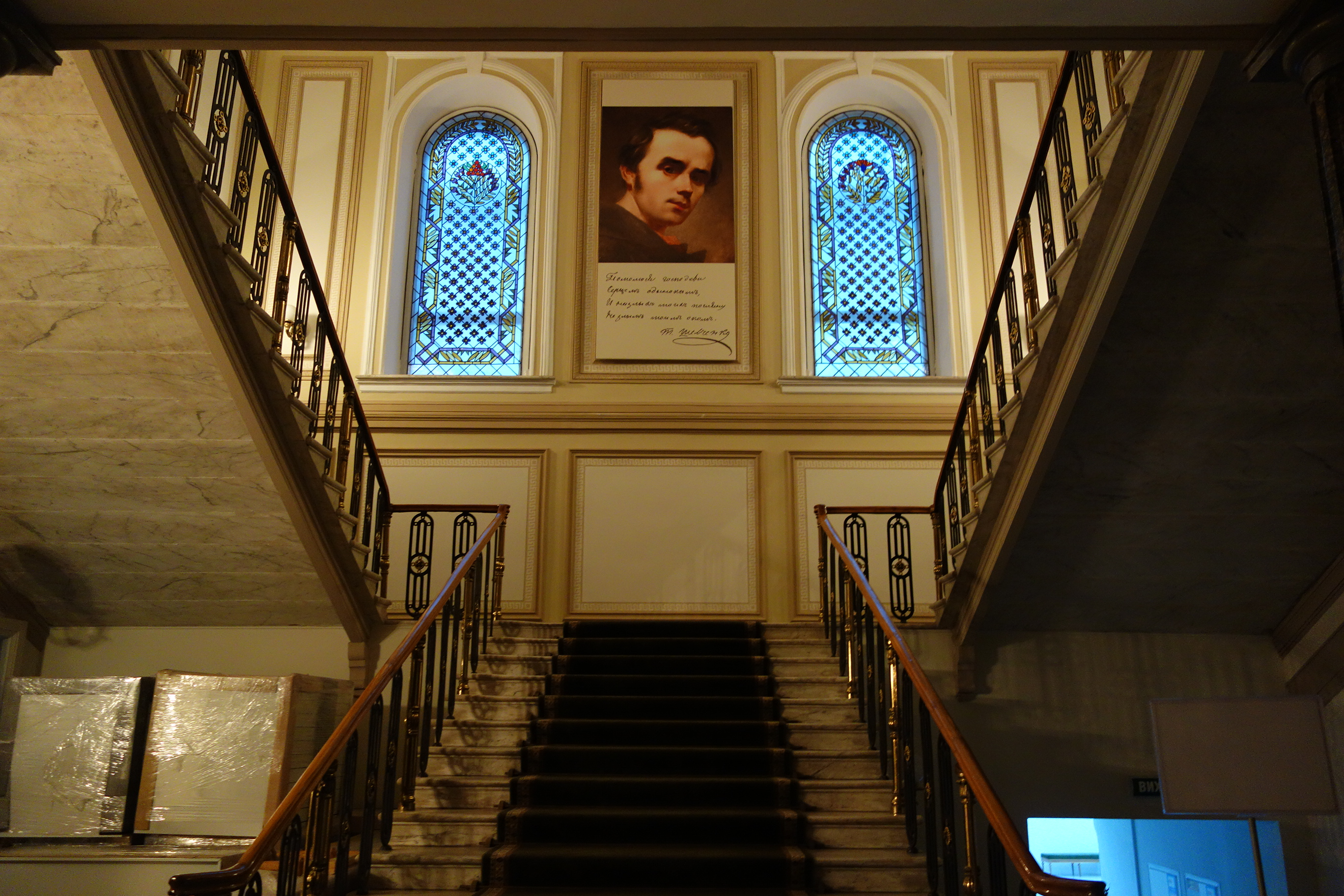
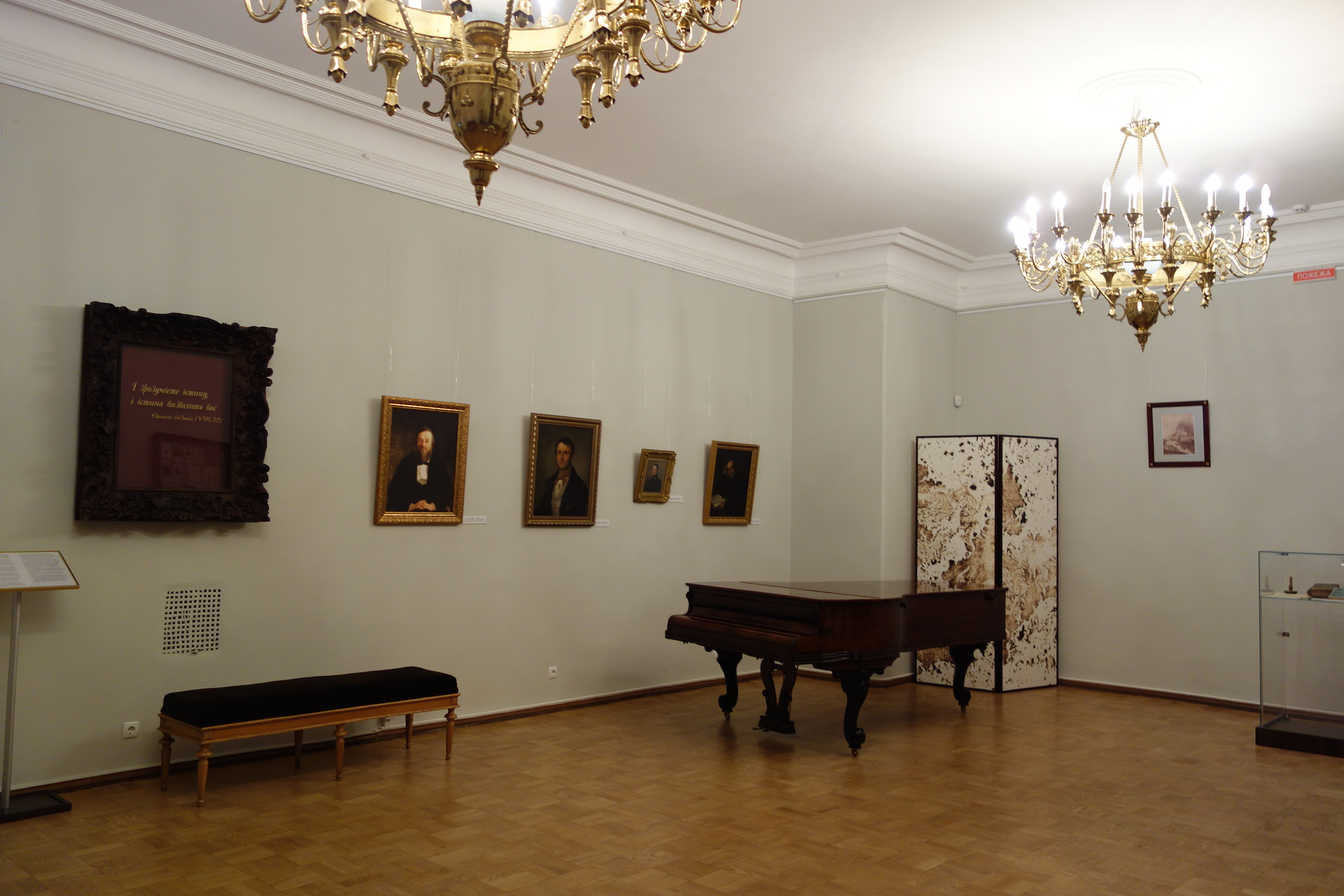
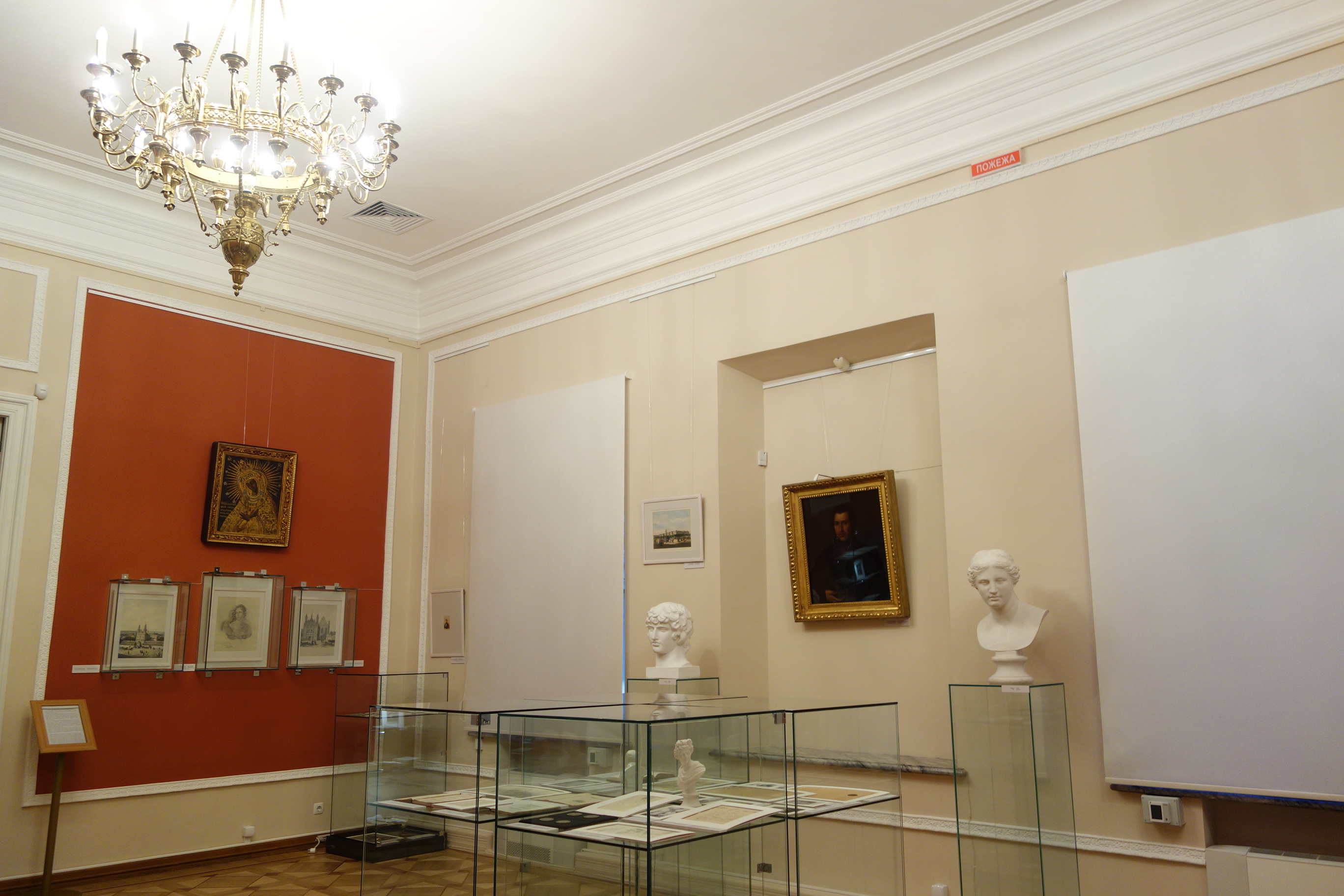
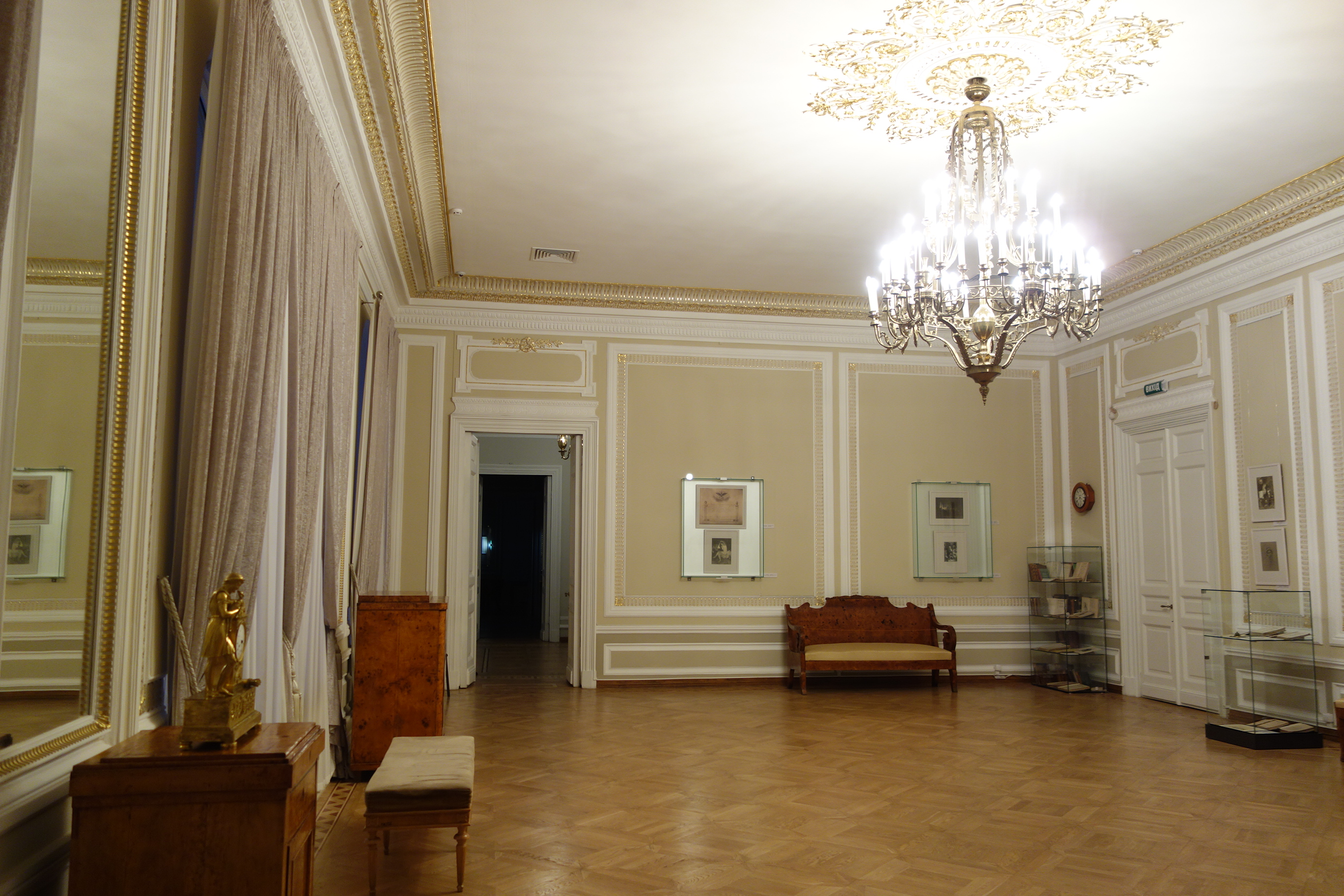
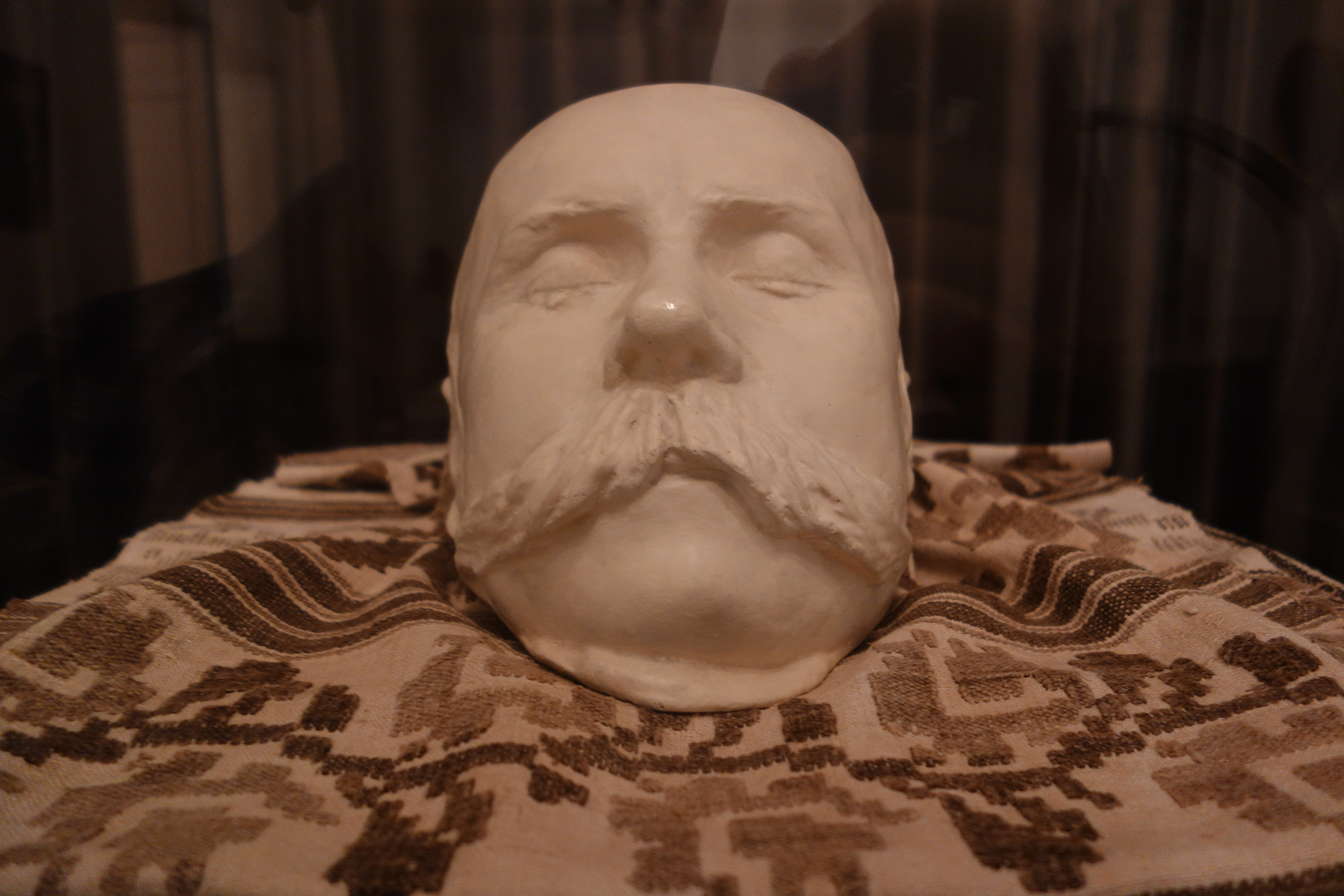
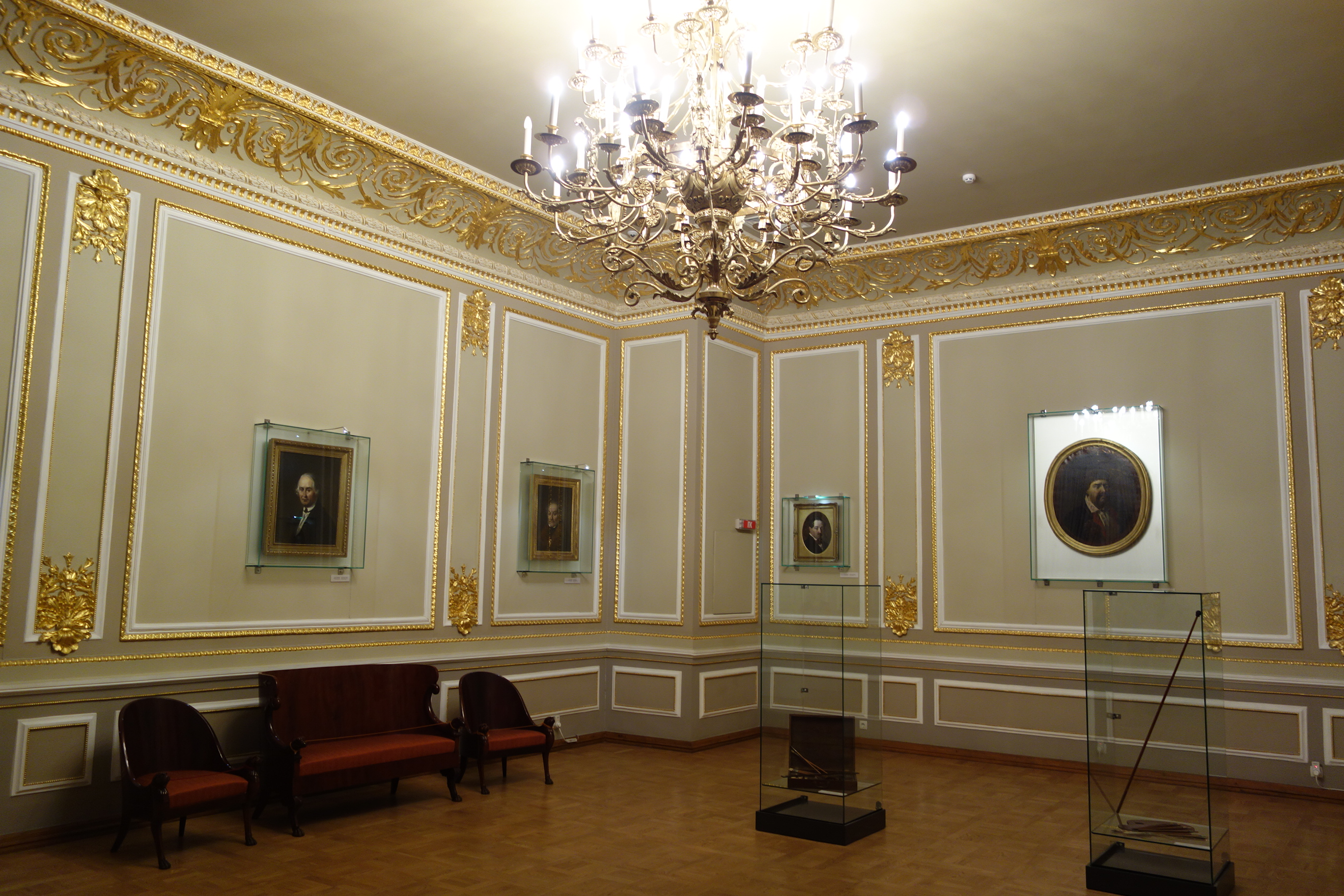
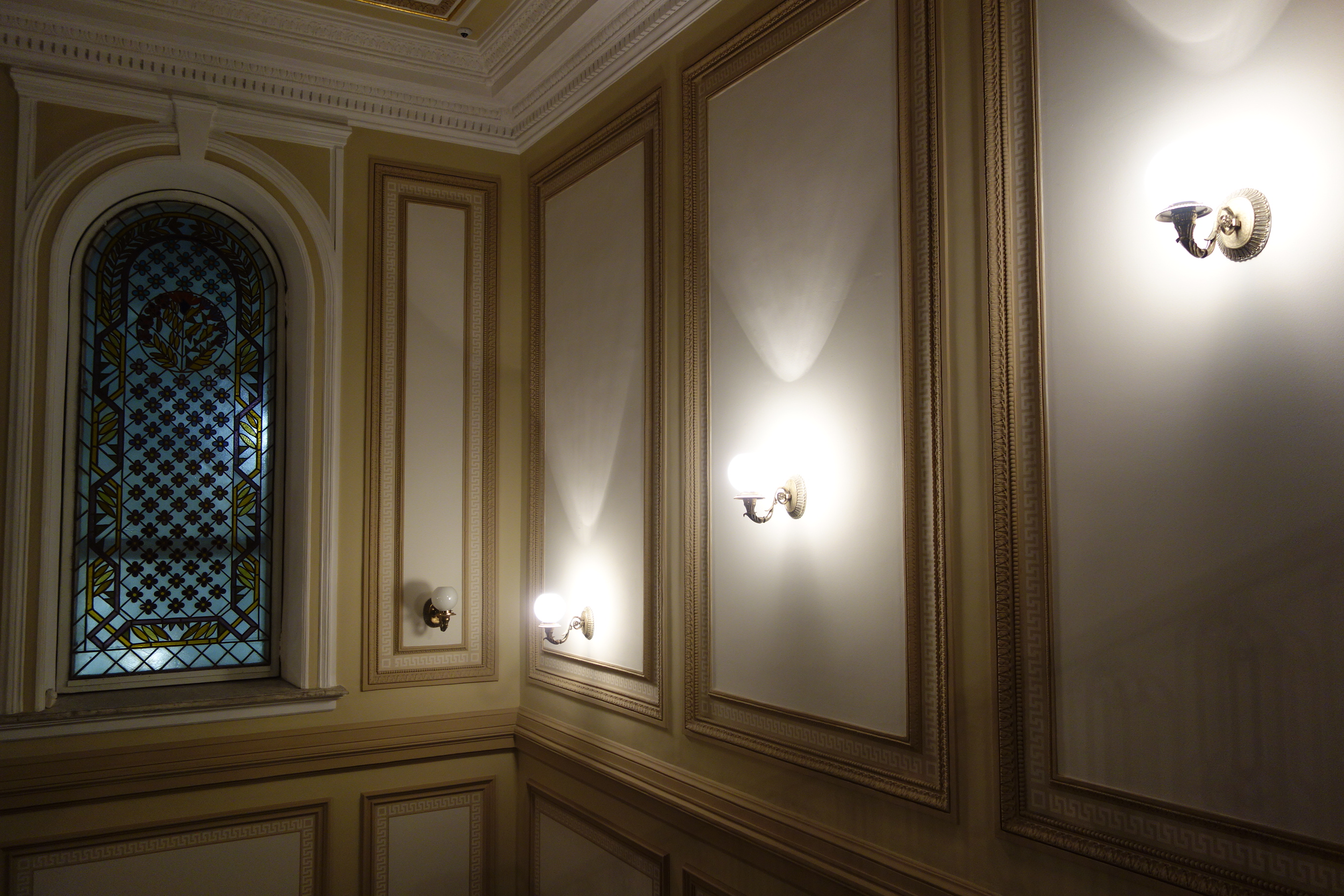